# Новая хронология (Глазго)
Хронология Глазго является предлагаемым пересмотром египетской хронологии древнего Египта . Впервые теория была сформулирована в период между 1978 и 1982 годами рабочей группой после конференции Общества междисциплинарных исследований (SIS, некоммерческая организация, выступающая за серьёзный академический анализ работ Иммануила Великовского и других катастрофистов) в Глазго.
Эта хронология поместила Восемнадцатую династию Египта приблизительно на пятьсот лет позже, чем конвенциональная хронология Египта.

## Хронология формирования
Хронология Глазго была первоначально представлена на конференции SIS, состоявшейся в 1978 году в Глазго и озаглавленной «Века в хаосе?». Недостатки теории были отмечены почти сразу, и к 1980-м годам все её первоначальные сторонники отказались от неё в пользу других хронологий.
Хронология Глазго приняла все опознавательные знаки, предложенные Великовским в «Веках в хаосе» (1952). Таким образом, Хатшепсут, посетившая Божественную землю, была приравнена к царице Савской, которая посетила Соломона в Иерусалиме, а Тутмос III, последовавший за Хатшепсут, был приравнен к Шишаку, который разграбил Иерусалимский храм после смерти Соломона. Благодаря этим предположениям Великовский сократил возраст восемнадцатой династии на пять веков. Однако в своем впоследствии опубликованном « Рамзесе II» и «Времени» (1978) он сократил возраст девятнадцатой династии примерно на семь веков, оставив тем самым разрыв в два столетия между восемнадцатой и девятнадцатой династиями. Несмотря на намерение сторонников хронологии Глазго сократить возраст девятнадцатой династии только на пять веков и позволить ей естественным образом следовать за восемнадцатой династией, первоначальные сторонники теории пришли к выводу, что она исторически не обоснована.